# Jan Misiewicz (oficer)

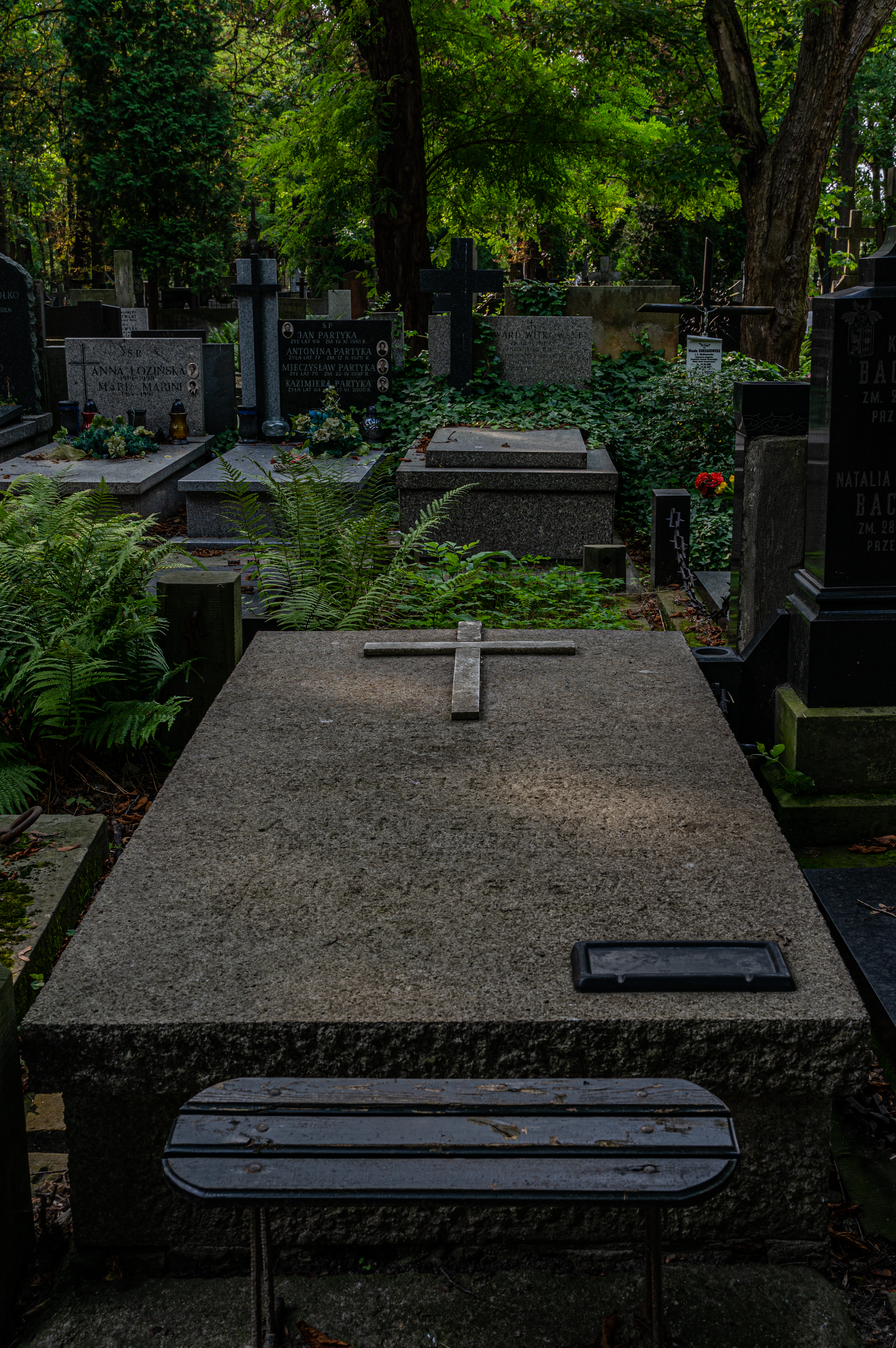
Grób Jana Misiewicza na cmentarzu Powązkowskim

Jan Misiewicz (ur. 18 czerwca 1894 w Warszawie, zm. 12 sierpnia 1950) – polski żołnierz Legionów Polskich, oficer Wojska Polskiego II RP, podinspektor Policji Państwowej i Państwowego Korpusu Bezpieczeństwa.

## Życiorys
Urodził się 16 albo 18 czerwca 1894 w Warszawie. Przed 1914 zdał maturę w Wyższej Szkole Realnej w Krakowie.
Był członkiem Związku Strzeleckiego, a podczas I wojny światowej strzelcem w Pierwszej Kompanii Kadrowej (posługiwał się pseudonimem „Roch”), później wstąpił do Legionów Polskich i jako wachmistrz od grudnia 1914 służył w szeregach 1 pułku ułanów w składzie I Brygady.
Po odzyskaniu przez Polskę niepodległości został przyjęty do Wojska Polskiego i służył w 1 pułku Szwoleżerów. Został mianowany na stopień podporucznika rezerwy taborów ze starszeństwem z 1 czerwca 1919. W 1923, 1924 był oficerem rezerwowym 9 dywizjonu taborów w Brześciu nad Bugiem. W 1916 wstąpił do Milicji Miejskiej w Warszawie, a od 1919 służył w Policji Państwowej. Był ochotnikiem wojny polsko-bolszewickiej. W latach 1935–1939 pełnił funkcję zastępcy komendanta wojewódzkiego w Łucku oraz komendanta wojewódzkiego Policji w Tarnopolu. Od czerwca 1939 pełnił obowiązki Komendanta Wojewódzkiego Policji Państwowej w Kielcach.
Wraz z Tadeuszem Wolfenburgiem był autorem publikacji pt. Tymczasowa instrukcja dla policji państwowej z komentarzem oraz uzupełniającymi przepisami wykonawczymi poprzedzona ustawą o policji państwowej, wydaną w formie rozporządzenia ministra spraw wewnętrznych z 3 lipca 1920, następnie opublikowano w rozszerzeniu pt. Tymczasowa instrukcja dla policji państwowej z komentarzami oraz uzupełniającymi przepisami służby wykonawczej w 1922 (stanowiącą pierwszy usystematyzowany zbiór przepisów oraz rozporządzeń i rozkazów); łącznie wznawianą sześciokrotnie w kolejnych latach i w praktyce podstawę do orzekania w sprawach dyscyplinarnych w strukturze Policji Państwowej w okresie II Rzeczypospolitej. Jako komisarz Policji Państwowej w 1930 występował z felietonami w radiu w Warszawie. W 1931 był w stopniu nadkomisarza Policji Państwowej. W 1934 jako podporucznik rezerwy taborów WP był przydzielony do Oficerskiej Kadry Okręgowej nr I jako pełniący służby w Policji Państwowej w stopniu oficera P. P. i pozostawał wówczas w ewidencji Powiatowej Komendy Uzupełnień Warszawa Miasto III. W całym okresie istnienia czasopisma „Przeglądu Policyjnego” w latach 1936–1939 działał w jego składzie redakcyjnym w stopniu podinspektora Policji Państwowej (odpowiednik podpułkownika).
Po wybuchu II wojny światowej, od grudnia 1939 w ramach utworzonej Policji Polskiej tzw. „granatowej”, został oficerem łącznikowym w dystrykcie Radom. Działał w konspiracji, od 1941 w Państwowym Korpusie Bezpieczeństwa pełnił funkcję komendanta wojewódzkiego na okręg kielecki.
Od czerwca 1945 do lipca 1949 był kierownikiem Państwowych Zakładów Drzewnych w Godętowie w pow. wejherowskim. Wraz z żoną Janiną prowadził księgarnię w Lęborku. W październiku 1949 został aresztowany przez UB. Zmarł w więzieniu 12 sierpnia 1950. Został pochowany na cmentarzu Powązkowskim w Warszawie (kwatera 49-3-12).

## Ordery i odznaczenia
- Krzyż Niepodległości (10 grudnia 1931)[16]
- Srebrny Krzyż Zasługi (18 marca 1930)[20]